# Sônia Menna Barreto
Sônia Regina Gomes Menna Barreto de Barros Falcão, mais conhecida como Sônia Menna Barreto, (São Paulo, 5 de Novembro de 1953) é uma pintora brasileira.
Em 1960 concluiu cursos de pintura no ateliê de Waldemar da Costa. As primeiras participações em mostras datam de 1974 até 1982, quando então iniciou estudos no ateliê de Luís Portinari, perfilando uma obra de estilo surrealista. Em 1991, depois de participar de uma exposição de gravuras em Nova Iorque, iniciou a produção de serigrafias e realizou uma exposição itinerante em doze cidades.
Sua obra Leonard Cheshire foi entregue numa cerimônia no Palácio de Buckingham e incorporada ao acervo da Royal Collection, da família real inglesa, tornando-se a primeira artista brasileira a integrar esta coleção.
Alguns dos principais materiais utilizados pela artista são óleo sobre linho, serigrafias e giclées, entre outros.